# ニコライ2世凱旋門

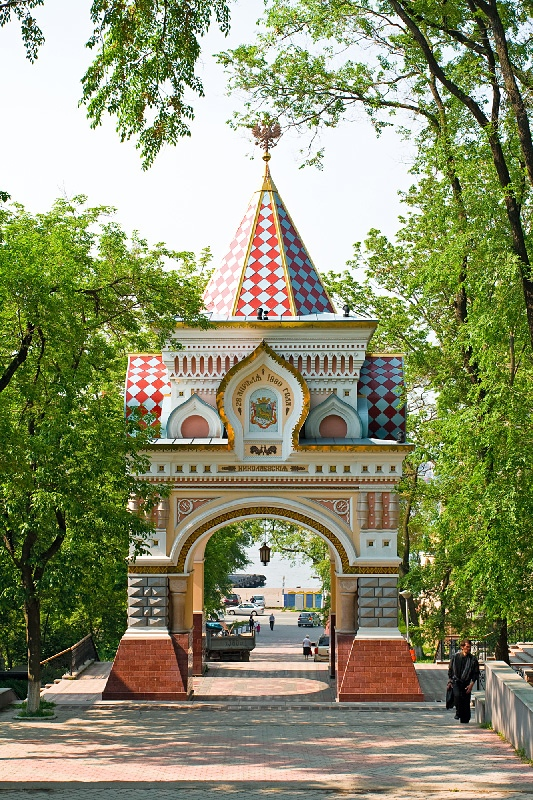

ニコライ2世凱旋門(にこらいにせいがいせんもん、ロシア語 :Николаевские триумфальные ворота、英語:Nikolai's Triumphal Arch)は、ロシア極東沿海州の州都・ウラジオストクのカラベーリナヤ海岸通りとスヴェトランスカヤ通りを結ぶ公園内にある凱旋門である。

## 概要
ロマノフ朝最後のツァーリ(皇帝)であるニコライ2世のウラジオストク訪問を記念して建てられた凱旋門である。

ニコライ2世が皇太子であった1891年、訪日した際大津事件が起きたため予定を早めウラジオストク訪問を早めた。よって完成が危ぶまれたが、無事完成した。

ロシア革命の際、破壊されたが2003年に復元された。

結婚写真を撮るロシア人が多い。
座標: 北緯43度6分50.432秒 東経131度53分30.631秒 / 北緯43.11400889度 東経131.89184194度